# Балясный, Константин Александрович
Константи́н Алекса́ндрович Баля́сный (1860, Полтавская губерния, Российская империя — 14 декабря 1917, Нижние Млины, Полтавский уезд, Полтавская губерния, УНР) — российский военный и государственный деятель, действительный статский советник (1904). С мая 1884 по май 1889 года — адъютант великого князя Сергея Александровича. После увольнения с военной службы — самарский (1895—1896), полтавский (1896—1901), виленский (1901—1902) вице-губернатор. В 1902—1906 годах — орловский гражданский губернатор.

## Биография

### Ранние годы

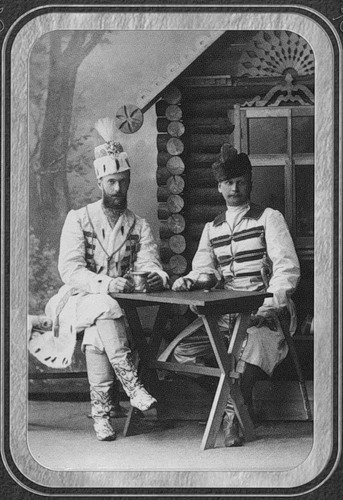
Адъютант Балясный и Сергей Александрович в национальных костюмах. 1880-е годы

Родился в 1860 году в семье генерал-майора Александра Ивановича Балясного, дворянина Полтавской губернии и Елизаветы Арсеньевны Захаровой (из дворян Костромской губернии)(во втором браке — Довбышевой). Окончил Петровскую Полтавскую военную гимназию (впоследствии — кадетский корпус) и Пажеский Его Императорского Величества корпус по 1-му разряду, после чего 5 мая 1876 года был зачислен в пажи императорского Двора и в следующем году произведён в камер-пажи. В апреле 1878 года, будучи в чине прапорщика, Балясный поступил на службу в Преображенский лейб-гвардии полк. В августе того же года его произвели в подпоручики, а в 1882 году — в поручики.
В мае 1884 года Балясный был назначен адъютантом к великому князю Сергею Александровичу, младшему брату императора Александра III. Несмотря на существование ряда свидетельств современников о гомосексуальных связях великого князя, в том числе, с собственными адъютантами, факт подобных отношений между Сергеем Александровичем и Балясным никогда ни одним из таковых не упоминался. Впрочем, по мнению А. А. Григорова, соответствующий намёк содержится в сатирическом стихотворении В. П. Мятлева «Гордость народов», высмеивающем представителей царской семьи и членов их окружения. В период адъютантства Балясный зачастую сопровождал князя в зарубежных поездках; бывал в Дармштадте, Франценсбаде. 20 мая 1886 года женился на фрейлине княжне Людмиле Григорьевне Лобановой-Ростовской (1860—1932). Венчание было в Петербурге в церкви Аничкового дворца. 
14 мая 1889 года Балясный, уволенный с военной службы для определения к статским делам и произведённый в чин коллежского асессора, получил назначение на пост окружного надзирателя 1-го разряда Санкт-Петербургской удельной конторы, а в следующем году стал управляющим этой конторы с произведением в чин надворного советника. В 1892 году Балясный был переведён на ту же должность в Саратовскую удельную контору и в скором времени причислен, по собственному желанию, к департаменту уделов.

### Вице-губернаторский период

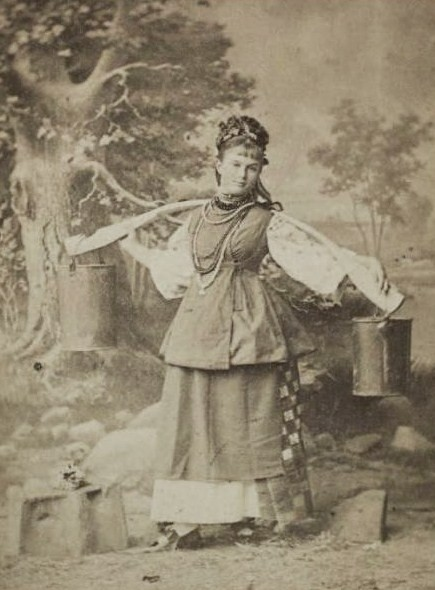
Фрейлина княжна Людмила Григорьевна Лобанова-Ростовская в народном костюме (жена)

18 января 1895 года Балясный был произведён в чин коллежского советника и вступил на пост самарского вице-губернатора при губернаторе А. С. Брянчанинове. Писатель Дмитрий Иваненко, познакомившийся с Балясным в Полтаве, вспоминал, как тот рассказывал о достижениях типографской деятельности в Самаре в период его вице губернаторства, говоря, что, «благодаря его указаниям и участию, губернская типография стала давать огромные барыши и чиновники губернского правления и губернаторской канцелярий получали из типографских сумм очень солидные „наградные“». В начале 1896 года Балясный оставил полномочия самарского вице-губернатора и перешёл на ту же должность в родную Полтавскую губернию.
Полтавским губернатором в тот период был А. К. Бельгард, прибывший в губернию незадолго до Балясного. Если Бельгард, по воспоминаниям Дмитрия Иваненко, был «самой мягкостью и деликатностью» и противником кардинального реформирования, то Балясный, в свою очередь, показался ему «администратором энергичным и склонным к немедленному введению разных новшеств». Пользуясь поддержкой Бельгарда, вице-губернатор стал инициатором реорганизации порядков в местной типографии, переданной ему в ведение. Балясный занял средства на нужды типографии, нашёл для неё новое помещение, предписал установить керосиновый двигатель и сделать эффектную, бросающуюся в глаза вывеску, заменил ряд старых служащих на новых. Во всё он, по словам Иваненко, «вникал самолично и распоряжался совершенно самостоятельно». В 1898 году ему были присвоены звание камергера императорского Двора и чин статского советника. Противоположные по характеру, Бельгард и Балясный так и не смогли найти общего языка. Наоборот, их взаимоотношения постепенно ухудшались. Это во многом поспособствовало переходу Балясного на вице-губернаторскую должность в Вильно в 1901 году. Несмотря на его резкость и бескомпромиссность, многие в Полтаве искренне жалели об уходе бывшего вице-губернатора, симпатизируя ему за прямоту. В Виленской губернии Балясный пробыл всего полтора года.

### Орловский губернатор
Императорским указом от 20 сентября 1902 года Балясный был назначен «исправляющим должность Орловского губернатора». 16 октября того же года он с супругой и четырьмя детьми прибыл в Орёл и непосредственно приступил к исполнению своих обязанностей.
В конце марта 1903 года губернатор докладывал в Департамент полиции о том, что рабочие Брянского завода в Бежице пребывают в «крайне возбуждённом настроении» в связи с установлением с января 1903 года платы за обучение детей рабочих данного предприятия в школах, повышением платы за жильё и другими изменениями. 27 марта Балясный направил в штаб Московского военного округа просьбу о присылке в Бежицу войск, которая сразу была удовлетворена: уже в начале следующего месяца брянский уездный исправник сообщил губернатору об оставлении в Брянском заводе двух рот 144-го Каширского пехотного полка, пришедших на смену двум ротам 143-го Дорогобужского пехотного полка, которые прибыли с завода обратно в Брянск. После серии обысков, проведённых в апреле-мае 1903 года, обстановка на брянских заводах стала нормализовываться. Начиная с середины июля и до самого конца 1903 года в еженедельных рапортах Балясному исправник говорил докладывал, что на заводе «всё обстоит благополучно, настроение мастеровых тихое, работы продолжают идти в полном порядке».
В предреволюционный период Балясный успел сделать ряд распоряжений, касающихся повседневных проблем Орла и Орловской губернии. Так, циркуляром от 22 июня он обратил внимание уездного начальства на «чрезвычайное распространение нищенства» на территории губернии, за занятием которым замечались как «неимущие и неспособные к труду» люди, так и «не желающие работать исключительно по своей лени и привычке к праздности». Губернатор подчеркнул, что местная полиция не уделяет данной проблеме должного внимания и предупреждал, что те полицейские чины, которые не будут проявлять активность в борьбе с нищенством, привлекутся к материальной ответственности. Распоряжением от 29 июля того же года Балясный поручил орловскому полицмейстеру обеспечить опознавательные знаки с надписанными названиями улиц в отдалённых районах города, где надписи на улицах полностью отсутствовали.
В мае 1904 года, во время приезда в Орёл императора Николая II, губернатор Балясный был удостоен императорской благодарности «за отличный порядок на улицах» и пожалован жетоном 1-го разряда «за понесённые труды во время Высочайшего путешествия в пункты мобилизации войск в Орловской губернии» (основной целью посещения города Николаем II был смотр 141-го Можайского пехотного полка). 6 декабря 1904 года Балясному был присвоен чин действительного статского советника, а 23 декабря император Высочайшим указом оставил его на посту орловского губернатора с сохранением придворного звания.
В 1905 году, с началом Первой русской революции, губернатор Балясный возглавил борьбу с революционным движением в губернии. Циркуляром от 23 марта он поставил уездных исправников в известность о создании на территории губернии четырёх «летучих отрядов». Подчинявшиеся командиру 38-й пехотной дивизии генерал-лейтенанту Бертельсу, они должны были бороться с беспорядками, в частности, крестьянскими. По одному «летучему отряду» расположилось в Орле, Брянске, Верховье и Ельце. Кроме того, в губернию были присланы четыре сотни казаков. В октябре губернатор предписал уездным властям принимать самые решительные меры против участников уличных беспорядков, «не останавливаясь в случае надобности и перед применением вооружённой силы для прекращения и подавления их». Особое внимание Балясный призывал обратить на охрану казённых учреждений, в первую очередь, почтовых и телеграфных. 9 ноября 1905 года типография губернского правления напечатала обращение Балясного «От Орловского губернатора», адресованное населению Орловской губернии. В его строках глава губернии предупреждал:
Ни одно самоуправство, ни одно насилие не пройдут безнаказанно, для прекращения буйств будут посылаемы войска и там, где не подействуют увещания, буйство будет остановлено вооружённой силой, награбленное имущество (…) отобрано, виновные отданы под суд. (…) Ни землю, ни имущество никто и ни у кого отбирать не может, ни у крестьян, ни у купцов, ни у дворян. Нынче отобрал, а потом всё равно назад отдавать придётся, платить за убытки и отсиживать в тюрьме.
В январе 1906 года Балясный, как бывший председатель строительного комитета по переустройству Орловского исправительного арестантского отделения, был удостоен императорской благодарности за «труды и энергию, посвящённые на это дело».
Высочайшим указом от 10 июня 1906 года Константин Александрович Балясный был освобождён от должности орловского губернатора с причислением к министерству внутренних дел и оставлением в придворном звании. Уже не будучи главой губернии, 21 июня 1906 года, Балясный писал своему преемнику, С. С. Андреевскому, об оставшихся нерешённых делах в подведомственных губернатору учреждениях, о тяжёлой ситуации с продовольствием в связи с постигшим часть территории губернии неурожаем 1905 года, акцентировал внимание на беспорядках, которые имели место в Елецком, Мценском, Севском и Орловском уездах. Свою деятельность на посту губернатора он оценивал положительно, отметив, что все его «труды и заботы» были направлены, главным образом, на сохранение «общественного порядка и спокойствия» и обеспечение «безопасности всех и каждого».

### Последние годы
Бывший орловский губернатор скоропостижно скончался 23 декабря 1917 года на своей даче в Нижних Млинах на Полтавщине. Смерть Балясного констатировал врач А. А. Несвицкий, впоследствии упомянувший об этом в своих воспоминаниях «Полтава в дни революции и в период смуты 1917—1922 гг.».